# Preljina
Preljina (v srbské cyrilici Прељина) je sídlo v opštině Čačak v centrálním Srbsku. V roce 2011 měla 1840 obyvatel. Obec se nachází při Ibarské magistrále a dálnici A2; blízko od samotného města Čačak, téměř na jeho severovýchodním okraji.
Preljinu obklopuje několik pohoří Ovčar, Kablara, Jelica (na jihu a západě), Mali a Veliki Vujan (ze severu), Bukovik a Ostrvica (z východu). Přes vesnici protéká řeka Čemernica, která se vlévá do Západní Moravy. Obec se nachází v nadmořské výšce 240-350 m n. m.
Počet obyvatel Preljiny se začal zvyšovat v 90. letech 20. století v souvislosti s vybudováním několika továren, např. papírny Papirak-Diva-Čačak, továrny Vapeks apod.
V Preljině se nachází celkem 3 kostely (sv. Joakima a Any z r. 1930, kostel Lazarica z r. 1998 a Vasilije Ostrožského z r. 2000) a jedna základní škola.

## Galerie

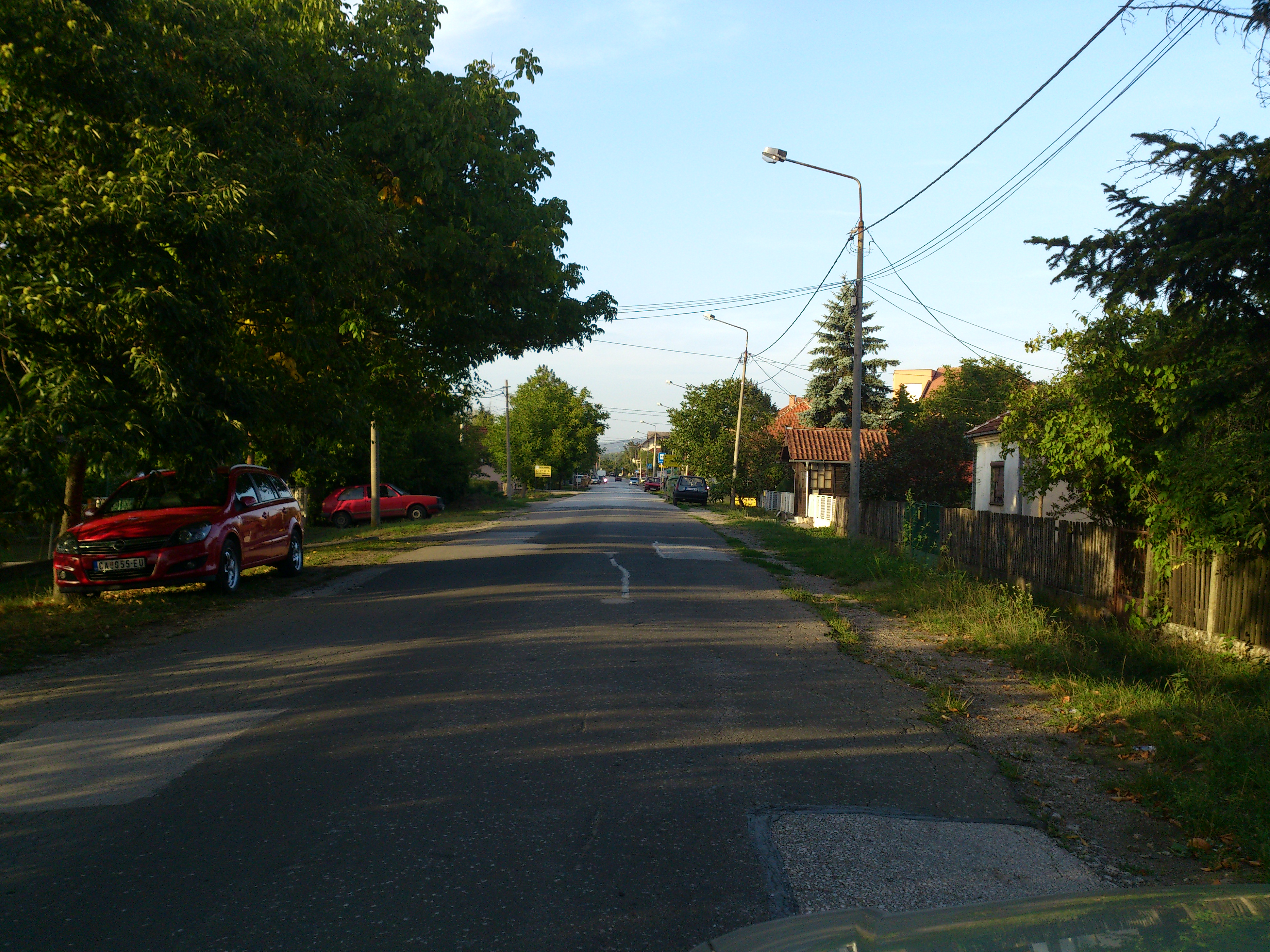
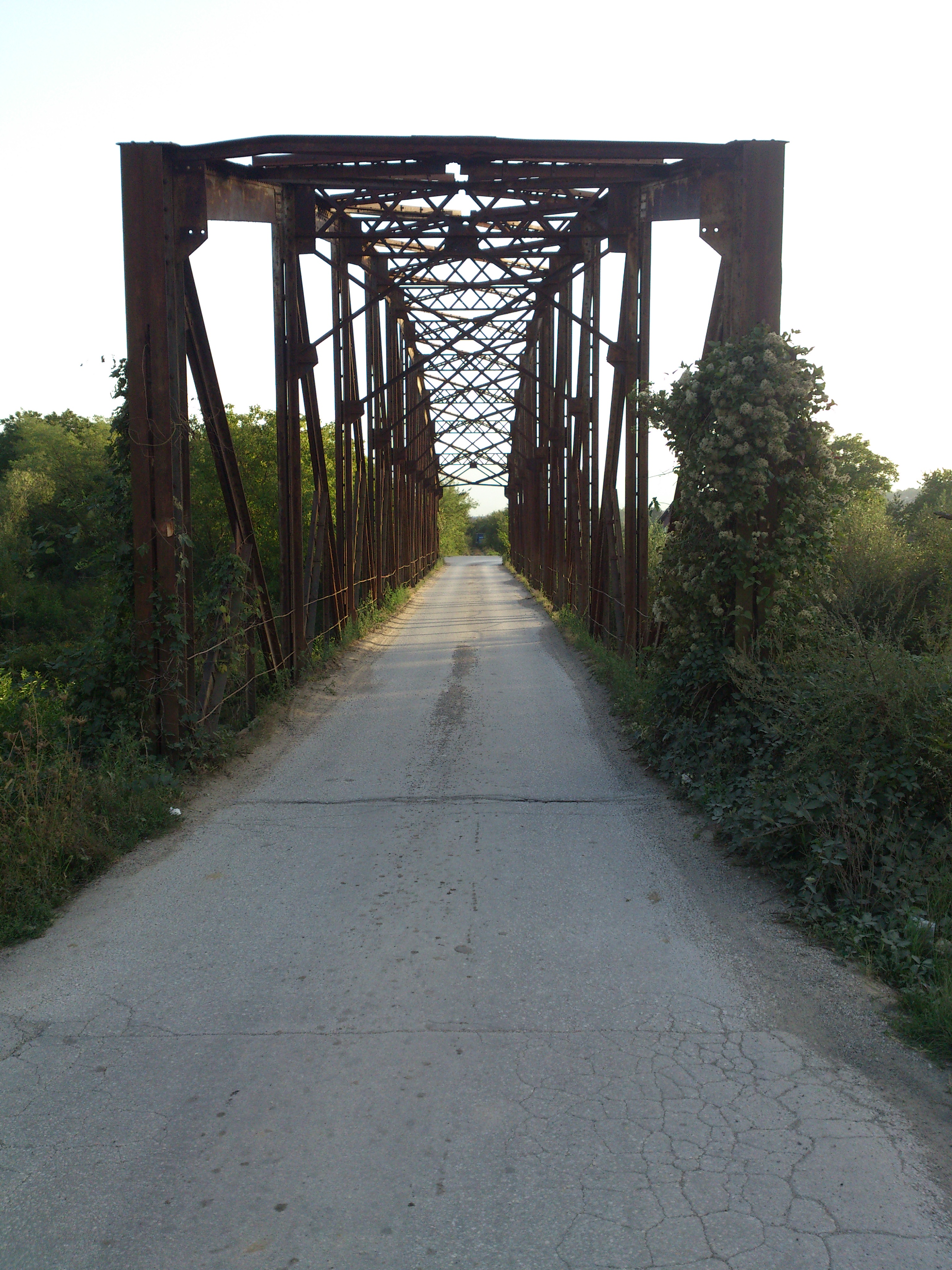
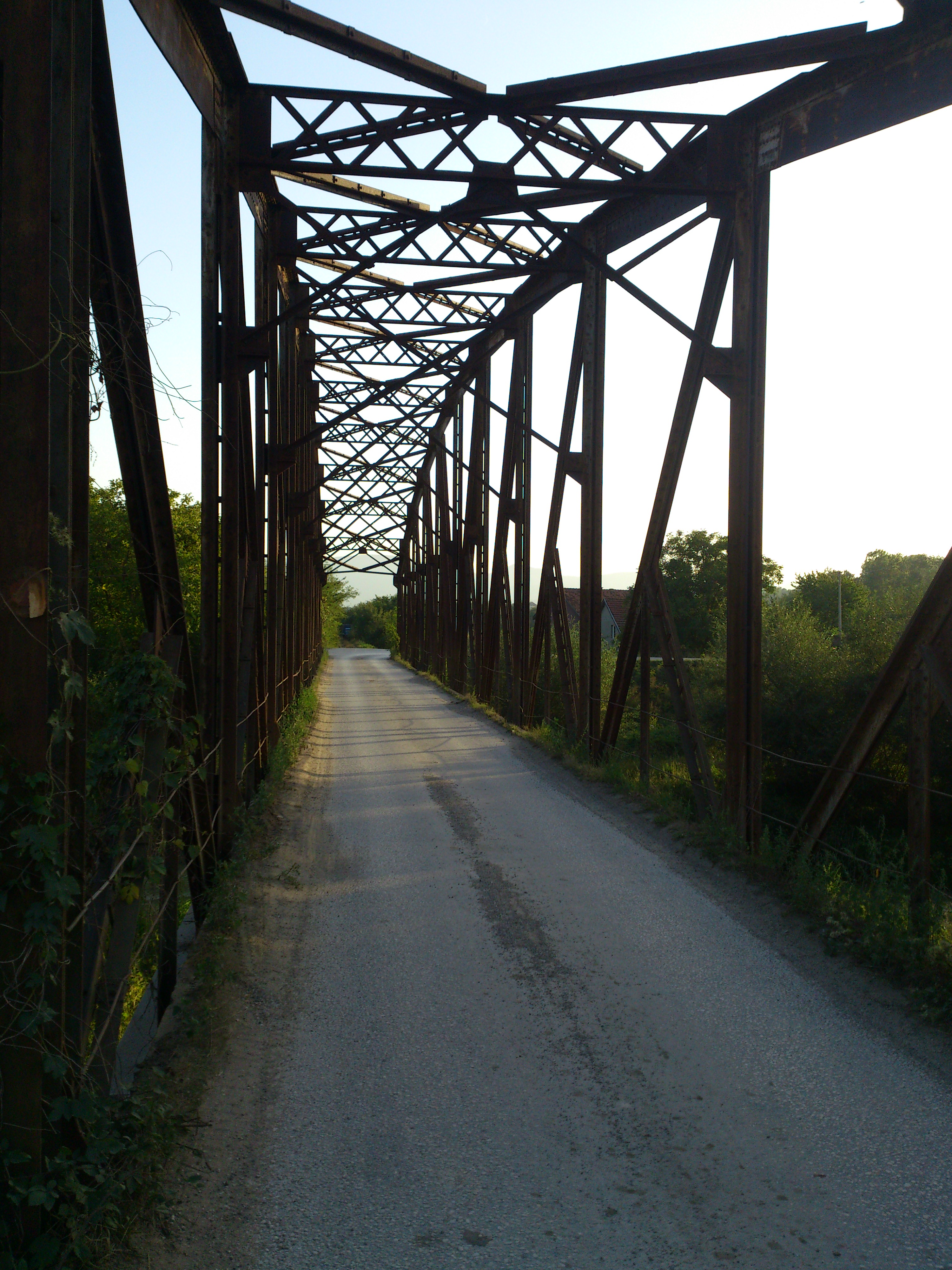
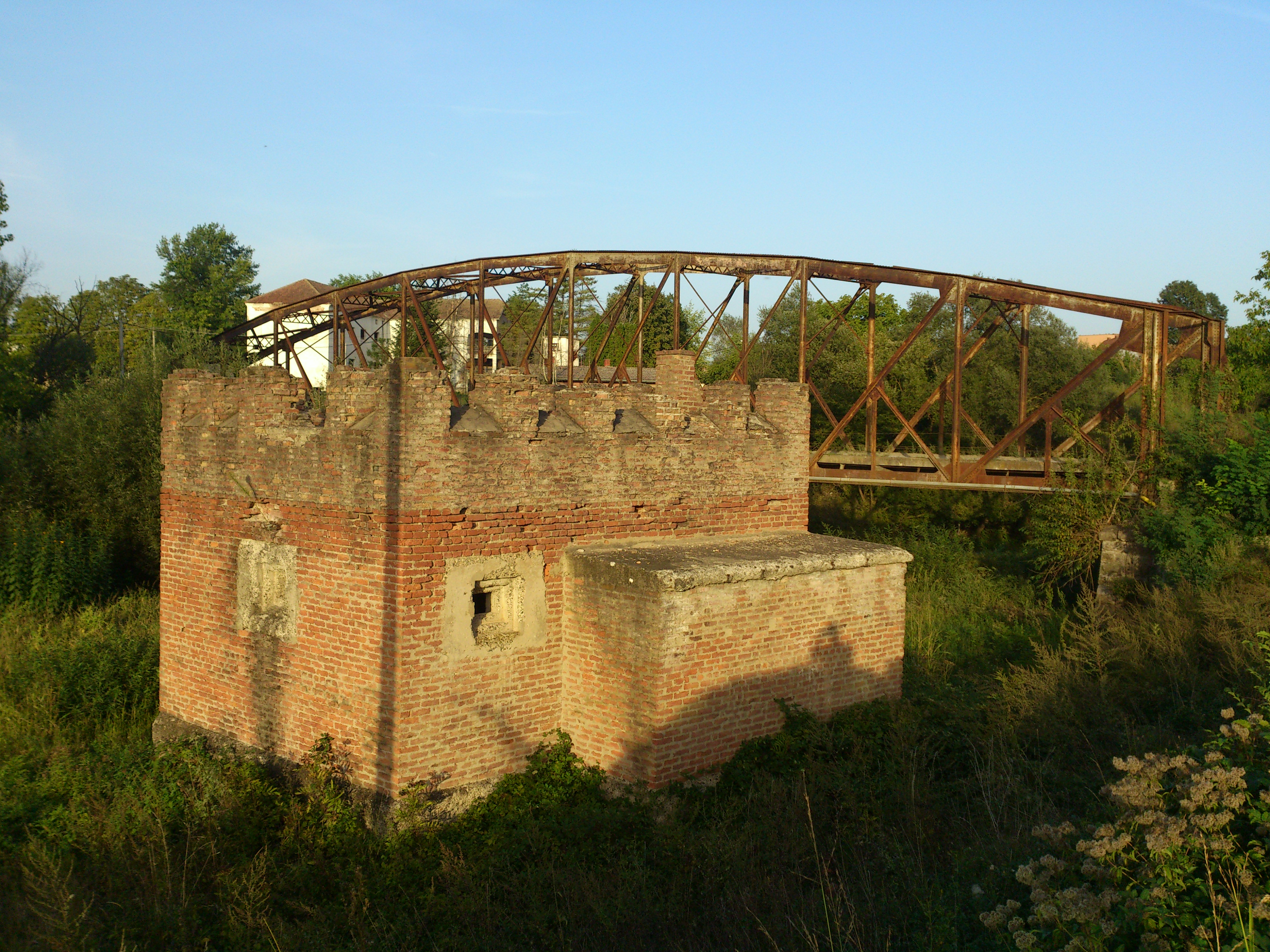
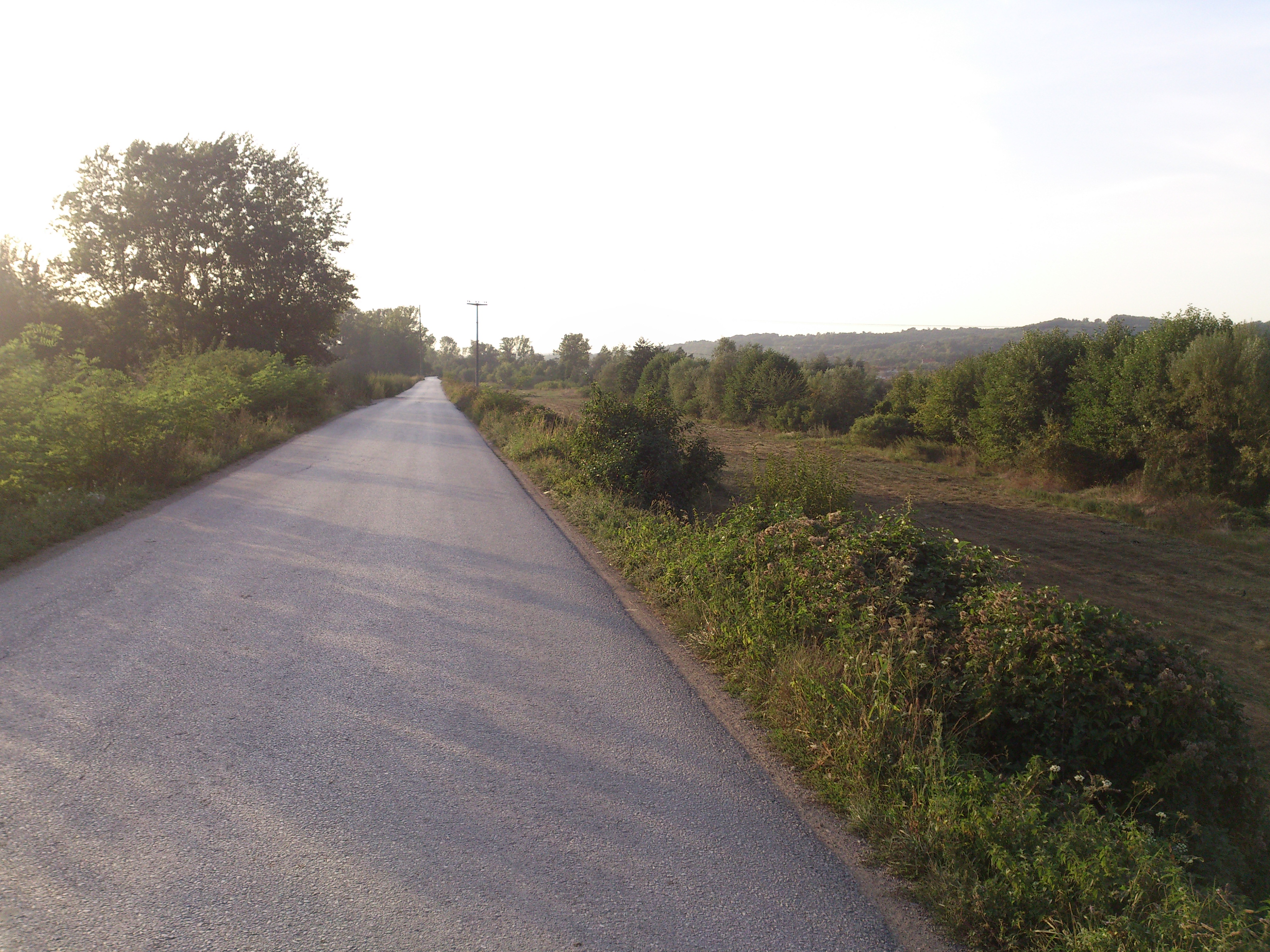